# Split CD (EP)
Split CD è un album split dei gruppi musicali australiani I Killed the Prom Queen e Parkway Drive, pubblicato nel maggio 2003 dalla Final Prayer Records.
I brani dei Parkway Drive sono stati successivamente inseriti nella riedizione del loro EP di debutto, Don't Close Your Eyes.

## Tracce
1. I Killed the Prom Queen – Homicide Documentaries – 4:07
2. I Killed the Prom Queen – Death Certificate of a Beauty Queen – 4:13
3. Parkway Drive – I Watched – 3:29
4. Parkway Drive – Swallowing Razorblades – 4:14